# Вакансія (кристалографія)

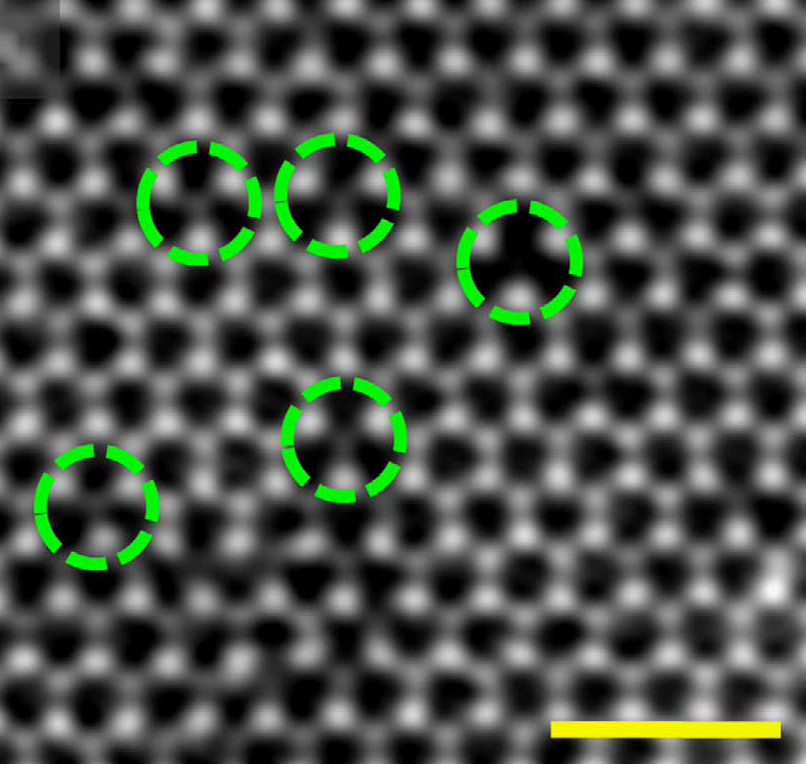
Електронна мікроскопія вакансій сірки в моношарі дисульфіду молібдену. Обведена точка праворуч показує дивакансію, тобто атоми сірки відсутні як вище, так і нижче шару молібдену. Інші кола показують поодинокі вакансії, тобто атоми сірки відсутні тільки вище або нижче шару молібдену. Шкала : 1 нм.

Вакансія (англ. vacancy, lattice vacancy; нім. Kristallbaufehler, Vakanz) — дефект кристалу, що полягає у відсутності атома або йона у вузлі кристалічної ґратки. Інакше кажучи, вакансія — місце, де в разі ідеального кристала має розташовуватися атом (іон), але насправді його в цьому положенні немає
Вакансія поряд із міжвузловим атомом належать до точкових дефектів кристалічної ґратки.
Певна доля вакансій у твердому тілі утворюється внаслідок теплового руху. Проте основним джерелом вакансій і міжвузлових атомів є опромінення високоенергетичними частками: йонами, нейтронами чи гамма-квантами.
В напівпровідниках вакансії можуть зв'язувати електрони, утворюючи заряджені комплекси.
При інтерсивному нейтронному опроміненні, наприклад у ядерному реакторі, вакансії можуть об'єднуватися в різноманітні комплекси із атомами домішок і утворювати вакансійні пори, які призводять до розпухання конструктивних матеріалів ядерних реакторів.